# Ken Thornett
Ken Thornett (nascido em 27 de novembro de 1937) foi um ex-zagueiro da Rugby League australiano. Ele representou os Kangaroos em doze testes durante 1963 e 1964 e no período de entressafra da excursão de Kangaroo.[carece de fontes?]